# Lega Nazionale A 1968-1969
L'edizione 1968-1969 della Lega Nazionale A vide la vittoria finale del Basilea. Capocannoniere del torneo fu Hans-Otto Peters (Biel/Bienne), con 24 reti.

## Stagione

### Novità
Dalla Lega Nazionale A 1967-1968 sono stati retrocessi in Lega Nazionale B il Young Fellows Zurigo e il Grenchen, mentre dalla Lega Nazionale B 1967-1968 sono stati promossi il Winterthur e il San Gallo.

## Squadre partecipanti
| Club              | Città             | Stadio                        | Stagione 1967-1968                                                                     |
| ----------------- | ----------------- | ----------------------------- | -------------------------------------------------------------------------------------- |
| Basilea           | Basilea           | St. Jakob Stadium             | 5º posto in Lega Nazionale A                                                           |
| Bellinzona        | Bellinzona        | Stadio Comunale di Bellinzona | 11º posto in Lega Nazionale A                                                          |
| Bienne            | Bienne            | Stadion Gurzelen              | 7º posto in Lega Nazionale A                                                           |
| Grasshoppers      | Zurigo            | Hardturm Stadion              | 1º posto in Lega Nazionale A (2º posto spareggio per il titolo)                        |
| La Chaux-de-Fonds | La Chaux-de-Fonds | Stade de la Charrière         | 10º posto in Lega Nazionale A                                                          |
| Losanna           | Losanna           | Stade de la Pontaise          | 4º posto in Lega Nazionale A                                                           |
| Lucerna           | Lucerna           | Stadion Allmend               | 6º posto in Lega Nazionale A                                                           |
| Lugano            | Lugano            | Stadio comunale di Cornaredo  | 1º posto in Lega Nazionale A (3º posto spareggio per il titolo)                        |
| San Gallo         | San Gallo         | Stadio Espenmoos              | 2º posto in Lega Nazionale B (Neopromosso)                                             |
| Servette          | Ginevra           | Stade Charmilles              | 11º posto in Lega Nazionale A                                                          |
| Sion              | Sion              | Parc des Sports               | 9º posto in Lega Nazionale A                                                           |
| Winterthur        | Winterthur        | Stadion Schützenwiese         | 1º posto in Lega Nazionale B (Neopromosso)                                             |
| Young Boys        | Berna             | Wankdorfstadion               | 7º posto in Lega Nazionale A                                                           |
| Zurigo            | Zurigo            | Stadio Letzigrund             | 1º posto in Lega Nazionale A (1º posto spareggio per il titolo) (Campione di Svizzera) |

## Classifica finale
|  | Pos. | Squadra           | Pt | G  | V  | N  | P  | GF | GS | DR  |
|  | ---- | ----------------- | -- | -- | -- | -- | -- | -- | -- | --- |
|  | 1.   | Basilea           | 36 | 26 | 13 | 10 | 3  | 48 | 28 | +20 |
|  | 2.   | Losanna           | 35 | 26 | 15 | 5  | 6  | 70 | 43 | +27 |
|  | 3.   | Zurigo            | 30 | 26 | 12 | 6  | 8  | 61 | 37 | +24 |
|  | 4.   | Young Boys        | 30 | 26 | 12 | 6  | 8  | 49 | 36 | +13 |
|  | 5.   | Lugano            | 29 | 26 | 11 | 7  | 8  | 37 | 26 | +11 |
|  | 6.   | Bellinzona        | 28 | 26 | 10 | 8  | 8  | 38 | 41 | -3  |
|  | 7.   | Bienne            | 26 | 26 | 9  | 8  | 9  | 52 | 59 | -7  |
|  | 8.   | Servette          | 25 | 26 | 9  | 7  | 10 | 32 | 39 | -7  |
|  | 9.   | Grasshoppers      | 23 | 26 | 7  | 9  | 10 | 43 | 47 | -4  |
|  | 10.  | San Gallo         | 23 | 26 | 6  | 11 | 9  | 29 | 37 | -8  |
|  | 11.  | Winterthur        | 22 | 26 | 5  | 12 | 9  | 28 | 43 | -15 |
|  | 12.  | La Chaux-de-Fonds | 21 | 26 | 5  | 11 | 10 | 51 | 53 | -2  |
|  | 13.  | Sion              | 20 | 26 | 7  | 6  | 13 | 39 | 52 | -13 |
|  | 14.  | Lucerna           | 16 | 26 | 6  | 4  | 16 | 35 | 71 | -36 |

Legenda:
      Campione di Svizzera e qualificata in Coppa dei Campioni 1969-1970
      Vincitore della Coppa Svizzera 1968-1969 e qualificato in Coppa delle Coppe 1969-1970
      Qualificate in Coppa delle Fiere 1969-1970
      Retrocesse in Lega Nazionale B 1969-1970.
Note:

Due punti a vittoria, uno a pareggio, zero a sconfitta.

## Statistiche

### Classifica marcatori
| Gol |  |  | Giocatore           | Squadra           |
| --- |  |  | ------------------- | ----------------- |
| 24  |  |  | Hans-Otto Peters    | Bienne            |
| 22  |  |  | Fritz Künzli        | Zurigo            |
| 18  |  |  | Walter Müller       | Young Boys        |
| 17  |  |  | Pierre Kerkhoffs    | Losanna           |
| 16  |  |  | Ove Grahn           | Grasshoppers      |
| 16  |  |  | Georges Vuilleumier | Losanna           |
| 13  |  |  | Robert Hosp         | Losanna           |
| 13  |  |  | Otto Luttrop        | Lugano            |
| 13  |  |  | Jean-Claude Richard | La Chaux-de-Fonds |

## Verdetti finali
- Basilea Campione di Svizzera 1968-1969 e qualificato alla Coppa dei Campioni 1969-1970.
- San Gallo vincitore della Coppa Svizzera 1968-1969 qualificato alla Coppa delle Coppe 1969-1970.
- Losanna e Zurigo qualificati alla Coppa delle Fiere 1969-1970.
- Sion e Lucerna retrocesse in Lega Nazionale B.